# 内田正信
内田 正信（うちだ まさのぶ）は、江戸時代前期の旗本、大名。下総小見川藩主、のち下野鹿沼藩の初代藩主。小見川藩内田家初代。

## 生涯
慶長18年（1613年）、800石の御納戸頭であった内田正世の次男として生まれる。寛永7年（1630年）から徳川家光の家臣として仕え、寛永12年（1635年）12月21日に奥小姓、寛永13年（1636年）6月4日に御手水番に任じられる。寛永14年（1637年）12月14日、相模国内で1000石を加増される。寛永15年（1638年）6月29日に叙任する。
寛永16年（1639年）11月10日、下総名取郡や常陸鹿島郡などで8200石を加増されて合計1万石の大名となり、小見川藩主となる。同時に御小姓組番頭となった。慶安2年（1649年）8月11日、下野国内で5000石を加増されて鹿沼藩主となり、御側出頭となる。慶安4年（1651年）4月20日、家光の死去に従って殉死した。享年39。跡を次男の正衆が継いだ。

## 系譜
父母
- 内田正世（父）
- 小川三益の娘（母）

正室
- 酒井直次の養女

子女
- 内田新五郎（長男）
- 高力一方室
- 内田正衆（次男）生母は正室
- 岡部勝重室
- 娘